# Saint-Vivien-de-Blaye

Saint-Vivien-de-Blaye este o comună în departamentul Gironde din sud-vestul Franței. În 2009 avea o populație de 332 de locuitori.

## Evoluția populației
| An        | 1975 | 1982 | 1990 | 1999 | 2006 | 2009 |
| --------- | ---- | ---- | ---- | ---- | ---- | ---- |
| Populație | 220  | 307  | 306  | 321  | 323  | 332  |